# Walter Rubsamen
Walter Howard Rubsamen (New York, 21 luglio 1911 – Los Angeles, 19 giugno 1973) è stato un musicologo statunitense.

## Biografia
La sua formazione musicale è stata piuttosto lunga: dapprima iscritto alla Richmond High School, all'età di diciotto anni si è diplomato alla American Orchestral Society. Successivamente ha frequentato la Columbia University, laureandosi nel 1933 ed ottenendo la borsa di studio Clarence Barker Music per studiare ulteriormente in Europa. In Germania ha studiato all'Università di Monaco di Baviera, raggiungendo la laurea con la tesi Pierre de La Rue als Messencomponist, nell'anno 1937. Infine, è restato in Europa ancora un anno per approfondire le sue conoscenze musicali, prima di rientrare negli Stati Uniti d'America per collaborare con la UCLA.
Rubsamen esordì come musicologo nel 1947, grazie al contributo della Fondazione Guggenheim, con una apprezzata monografia sulle ballad-operas.
Dedicò gran parte delle sue ricerche alla musica rinascimentale, dalla frottola al madrigale, come evidenziarono le pubblicazioni di Literary Sources of Secular Music in Italy (XVI century) e di Chanson e Madrigal (1480-1530), il documento Unifying Techniques in Selected Masses of Josquin and la Rue: a Stylistic Comparison e una lunga serie di articoli con importanti riviste musicali ed enciclopedie.
Altre ricerche di Rubsamen riguardarono la relazione tra la musica e la politica, tra la musica, il teatro e il cinema. 
Con la sua Music Research in Italian Libraries (1949) si distinse per gli inventari di numerose rare collezioni di manoscritti e di stampe.
Ha insegnato, lungamente, sia alla UCLA sia alla Columbia University, facendosi apprezzare per il suo impegno alla Biblioteca musicale universitaria, che ha contribuito ad impreziosire con una vasta collezione di libretti di opere veneziane dagli esordi fino all'anno 1769, con libretti e partiture di ballate; una collezione di mottetti di Gombert, e una collezione di libri riguardanti la teoria musicale.
A Los Angeles fondò il Southern California Chapter della American Musicological Society, di cui fu anche presidente.
Tra le sue pubblicazioni, annoveriamo: Music in the College Theatre (1941); Literary Sources of Secular Music in Italy (1943); La musica moderna nel film (1948); La musica nella vita sociale degli Stati Uniti (1949); Music Research in Italian Libraries (1949).